# Frauenfeld (stacja kolejowa)
Frauenfeld (niem: Bahnhof Frauenfeld) – stacja kolejowa w Frauenfeld, w kantonie Turgowia, w Szwajcarii. Jest obsługiwana przez dalekobieżne i regionalne pociągi SBB i jej spółki zależnej Thurbo, i Frauenfeld–Wil-Bahn Stanowi też część systemu S-Bahn w Zurychu.

## Historia
Stacja została otwarta w 1853 roku jako jedna z 13 stacji planowanej linii Bodenseebahn z Romanshorn do Oerlikon. Po dwóch latach planowania i budowy, została otwarta w pierwszym etapie z Romanshorn do Winterthur. Architektem budynku dworca był Jakob Friedrich Wanner, który był odpowiedzialny za budowę stacji Zürich Hbf, Winterthur i Weinfelden.
W 2009 stacja wygrała projekt Bahnhof 2000, który obejmował przebudowę dworca i oddzielenie indywidualnego i publicznego transportu.

## Linie kolejowe
- Winterthur – Romanshorn
- Frauenfeld–Wil-Bahn